# Mère église (Saint-Disdier)
 (novembre 2010).
La chapelle des Gicons, plus connue sous le nom de Mère Église, est une église des XIe et XIIe siècles, de style roman, située près du village de Saint-Disdier sur la commune de Dévoluy, dans les Hautes-Alpes en France. Bien que laissée à l'abandon pendant de longues périodes, le bâtiment est aujourd'hui en bon état, notamment grâce au travail de l'association des amis de Mère Église (AAME) et à l'implication de la commune.
Elle fait l’objet d’un classement au titre des monuments historiques depuis le 14 mars 1927.

## Situation
La Mère Église est établie sur un promontoire surplombant le village de Saint-Disdier, sur la rive gauche de la Souloise, faisant face au Grand Ferrand et à l'Obiou. On y accède par la petite route joignant la vallée aux hameaux des Gicons situés un peu plus haut dans la montagne, ou à pied par un chemin étroit et rude balisé, le GR 93. Un cimetière jouxte la chapelle au sud.

## Architecture et ornements
L'église respecte les canons de l'art roman alpin. Elle présente une nef de trois travées voûtées en berceau, prolongée par une abside en cul-de-four. Le clocher surmonte une chapelle latérale voûtée dédiée à saint Didier. Ce clocher, aux baies géminées à colonnettes, est surmonté d'une flèche en tuf, percée de lucarnes ornées de têtes sculptées. Un toit de lauzes couvre l'édifice, à l'exception de l'abside et de l'absidiole, dont le toit est de chaume. L'entrée se fait par une porte latérale côté sud.
À l'intérieur du monument, la tribune est décorée de motifs de fleurs de lys, de lunes et de soleils, caractéristiques de la culture figurative alpine. Le mur surmontant la tribune est décoré d'un Jugement Dernier datant du XVe siècle. Elle représente le Christ enseignant, en mandorle, entouré des 12 apôtres, de Marie et de Jean le Baptiste. Au bas de ce tableau sont symbolisés les vices et les vertus.

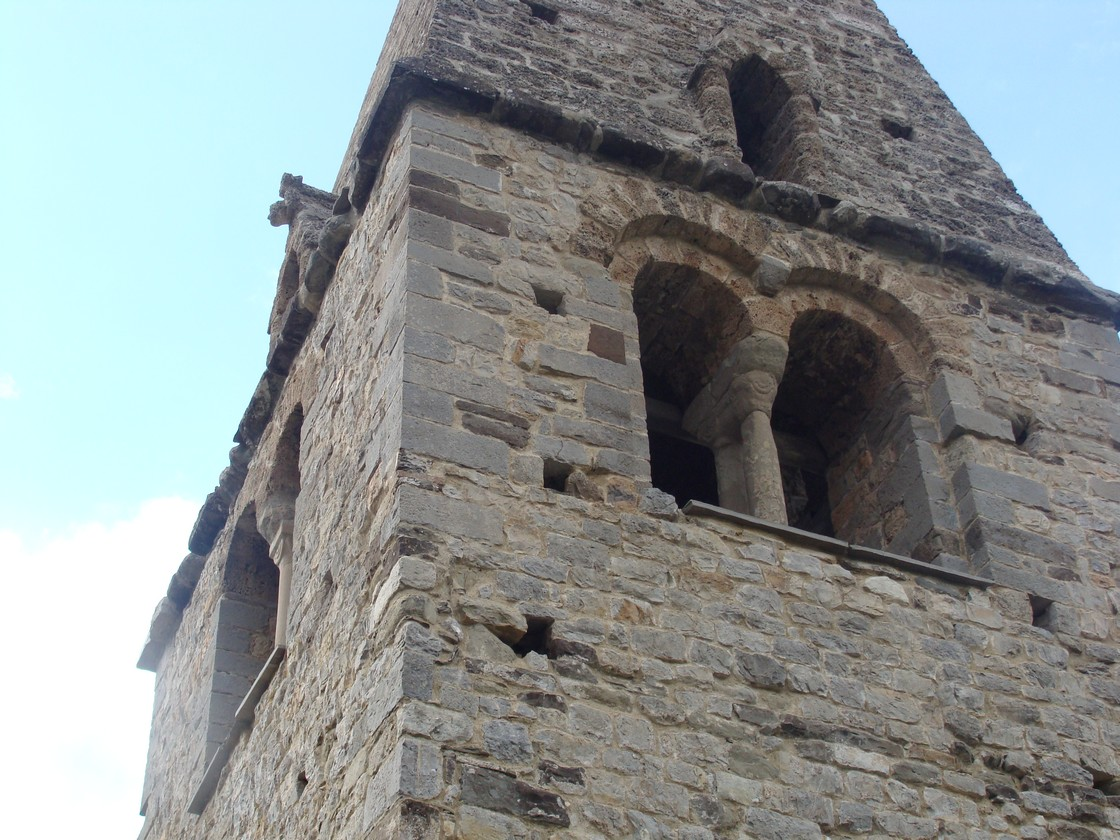
Le clocher, détail.
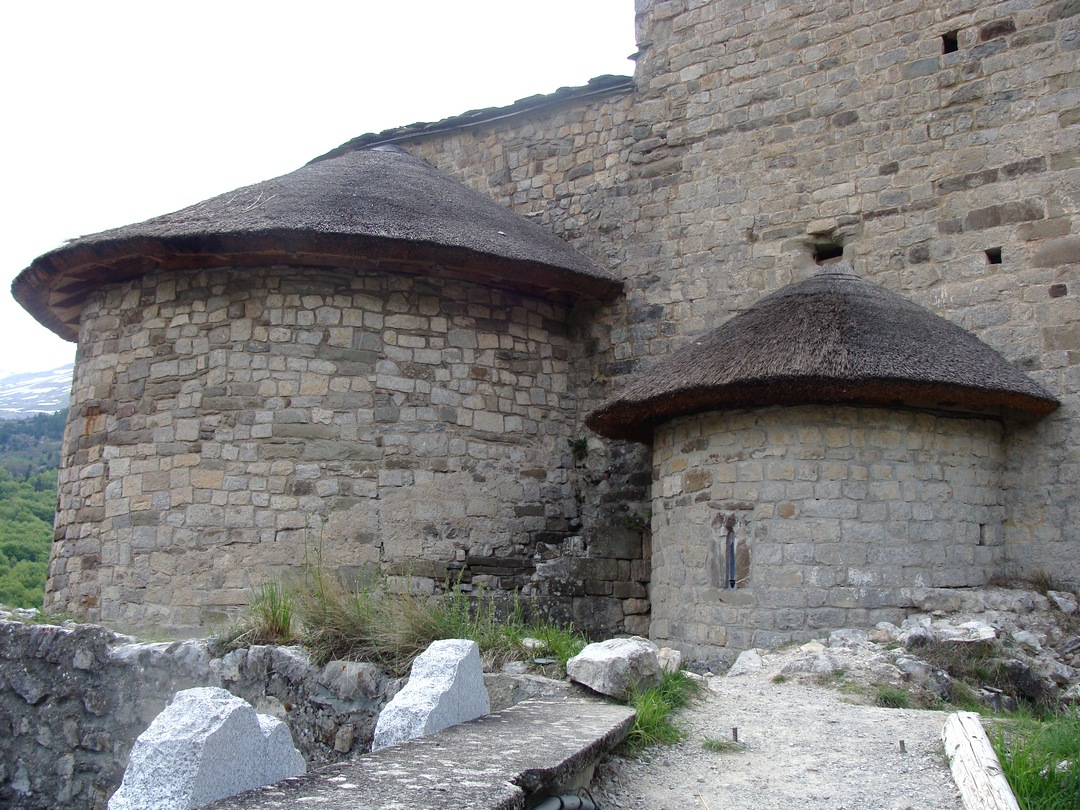
Les toits de chaume de l'abside et de l'absidiole.
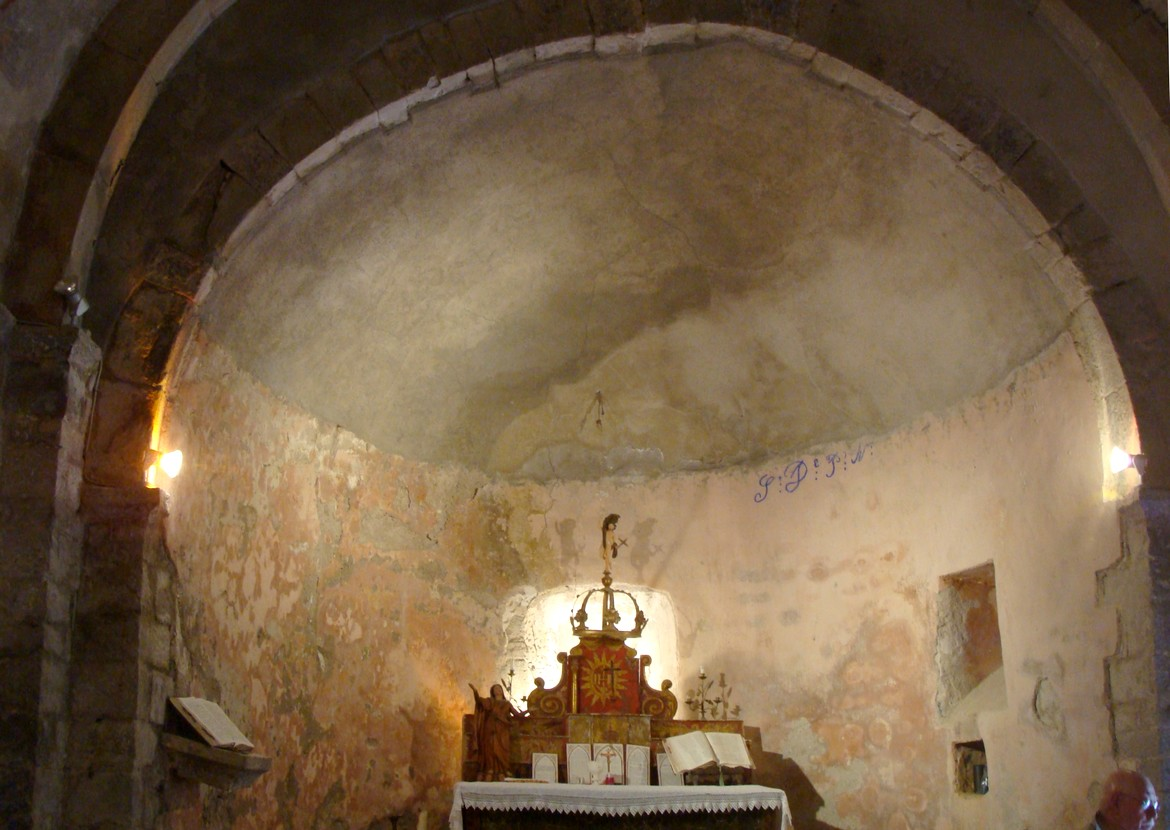
L'abside en cul-de-four.
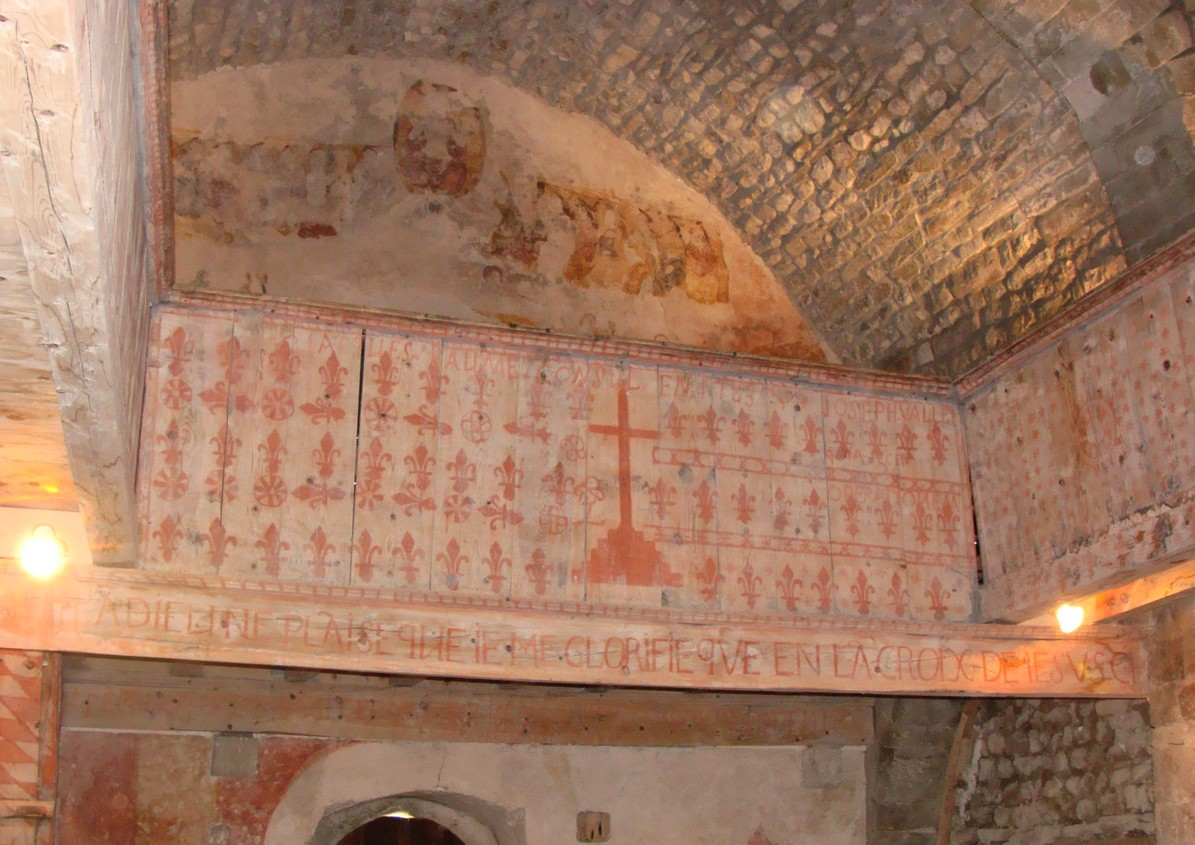
Le mur de fond décoré.

La chapelle ne se visite pas et n'est ouverte qu'à l'occasion de services religieux ou d'événements exceptionnels.